# آناناس‌ماهی
آناناس‌ماهی (نام علمی: Cleidopus gloriamaris) نام یک گونه از تیره کاج‌ماهیان است.